# Gudula Mueller-Töwe
Gudula Mueller-Töwe (* in Plettenberg) ist eine deutsche Film- und Theaterschauspielerin, die ihre größten Erfolge in Spanien und Afrika feierte.

## Anfänge
Gudula Mueller-Töwe wurde in der sauerländischen Kleinstadt Plettenberg geboren und legte dort ihr Abitur ab. Im Anschluss begann sie ein Magister-Studium der Fächer Romanistik und Germanistik an der Freien Universität Berlin, das sie jedoch zugunsten der Ausbildung an einer privaten Schauspielschule abbrach, die sie mit erfolgreicher Bühnenreifeprüfung abschloss.
Nach Aufführungen im Rahmen von mehreren Nachwuchs-Theaterfestivals verließ sie Berlin und siedelte nach Barcelona über, wo sie zunächst im Rahmen von Straßentheater mit Performances auftrat.

## Spanien
1999 spielte und produzierte sie in Barcelona mit der Gruppe Humus das Stück Syndrome Guy, basierend auf Geschichten von Guy de Maupassant, das im Teatre Breu unter Regie von Joan Segales aufgeführt wurde. Im gleichen Jahr spielte sie im TV-Mehrteiler Homenots des katalanischen Fernsehens die Rolle der Amanda. 2001 war sie als Anna Schinkel in Gerardo Veras Kinofilm Deseo zu sehen.
Zurück auf die Theaterbühne kehrte sie mit einem Engagement bei der renommierten La Fura dels Baus für das Stück OBS/Obsesión. Nach der Uraufführung in Brüssel im Mai 2000 folgten zunächst Aufführungen in Spanien, dann eine Tournee durch Südamerika und anschließend weitere Aufführungen in Europa, unter anderem auf dem Theaterfestival von Ravenna.

## Afrika
Nach längeren Reisen in Botswana und Simbabwe ließ sich Mueller-Töwe 2004 in Harare nieder und war dort als Leiterin und Regisseurin des internationalen Theaterensembles La Reina tätig. Das Stück Frog Queen, in dem auf teils satirische Weise die Lebensumstände alleinerziehender Mütter in Europa und Afrika thematisiert werden, wurde im April 2006 auf dem Harare International Festival of the Arts (Hifa) aufgeführt. Die Bedeutung von multikulturellen Projekten für die Förderung einheimischer Künstler in Simbabwe lag der Regisseurin dabei besonders am Herzen. Nach weiteren Aufführungen in Simbabwe wurde das Ensemble zum April International Theatre Festival 2007 in Lusaka, Sambia, eingeladen und feierte dort großen Erfolg. Frog Queen wurde als bester internationaler Beitrag und „La Towe“ als beste Darstellerin ausgezeichnet, obwohl sie die Rolle erst kurz zuvor, bedingt durch den kurzfristigen Ausfall der geplanten Hauptdarstellerin, übernommen hatte. Ebenfalls 2007 und wiederum unterstützt vom Goethe Zentrum Harare, führte Mueller-Töwe in Simbabwe in Zusammenarbeit mit der University of Zimbabwe die Regie eines weiteren Stückes: „The Good Woman of Setzuan“ von Bertolt Brecht. Die Inszenierung wurde in der Presse hoch gelobt.
Zurzeit arbeitet Mueller-Töwe als Drama-Teacher an der Saint Andrew’s International High School in Blantyre, Malawi und fördert dort u. a. den Kontakt zu lokalen Künstlern.

## Privates
Gudula Mueller-Töwe lebt derzeit mit ihren beiden Söhnen in Blantyre, Malawi. Sie spricht neben ihrer Muttersprache Deutsch fließend Catalan, Spanisch, Englisch und Französisch.